# Camptotoma
Camptotoma is een geslacht van kevers uit de familie van de loopkevers (Carabidae). De wetenschappelijke naam van het geslacht is voor het eerst geldig gepubliceerd in 1843 door Reiche.

## Soorten
Het geslacht Camptotoma omvat de volgende soorten:
- Camptotoma flavostriata Reichardt, 1967
- Camptotoma freyi Negre, 1966
- Camptotoma lebasi Reiche, 1843
- Camptotoma marcuzzii Negre, 1966